# Cenotafio di Annia Regilla
Il cenotafio di Annia Regilla - spesso anche chiamato impropriamente la tomba di Annia Regilla - è un monumento sepolcrale della Roma antica situato tra il II e il III miglio della via Appia antica. È chiamato anche tempio del dio Rediculo.

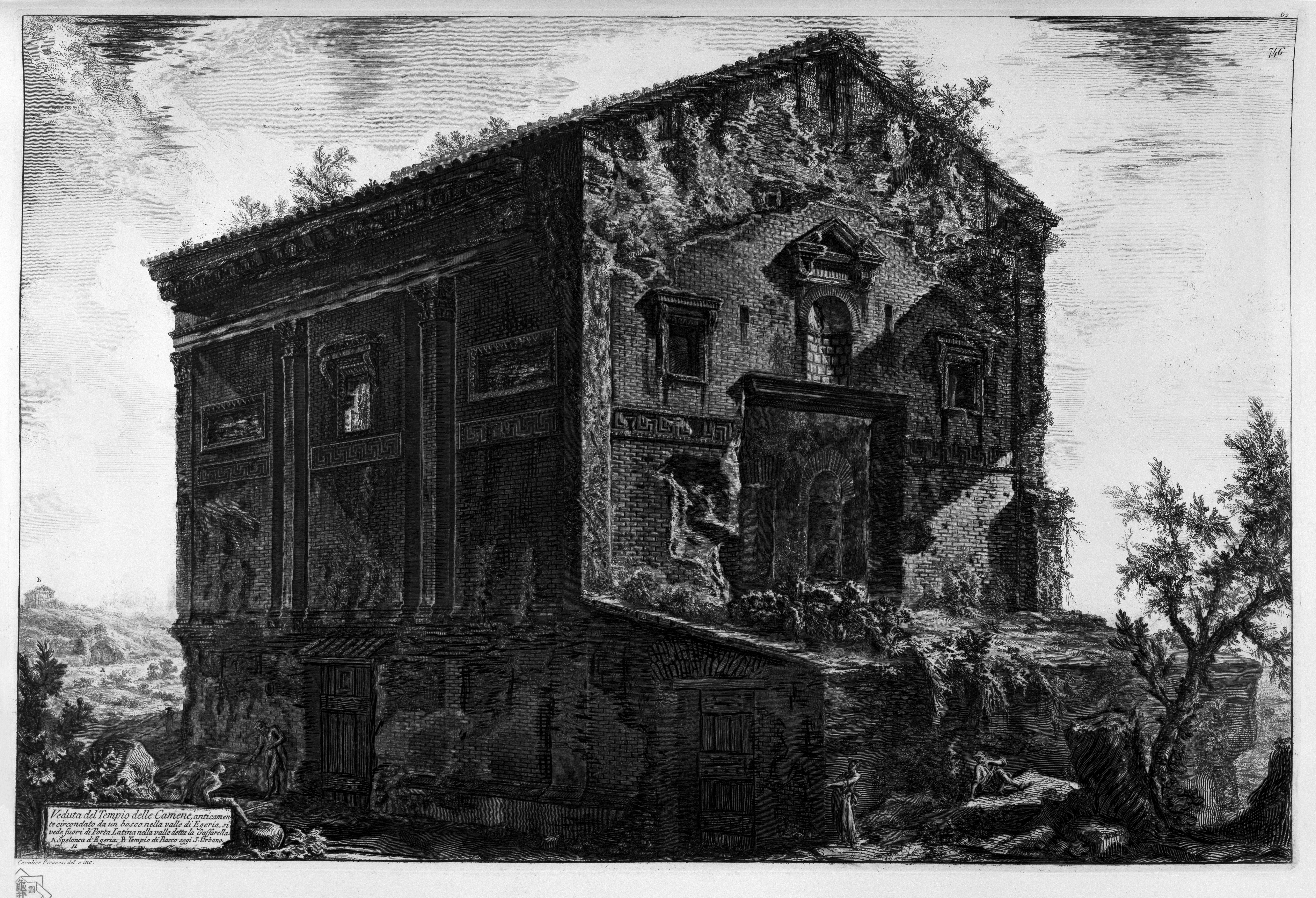
Incisione di Giovanni Battista Piranesi della metà del XVIII secolo

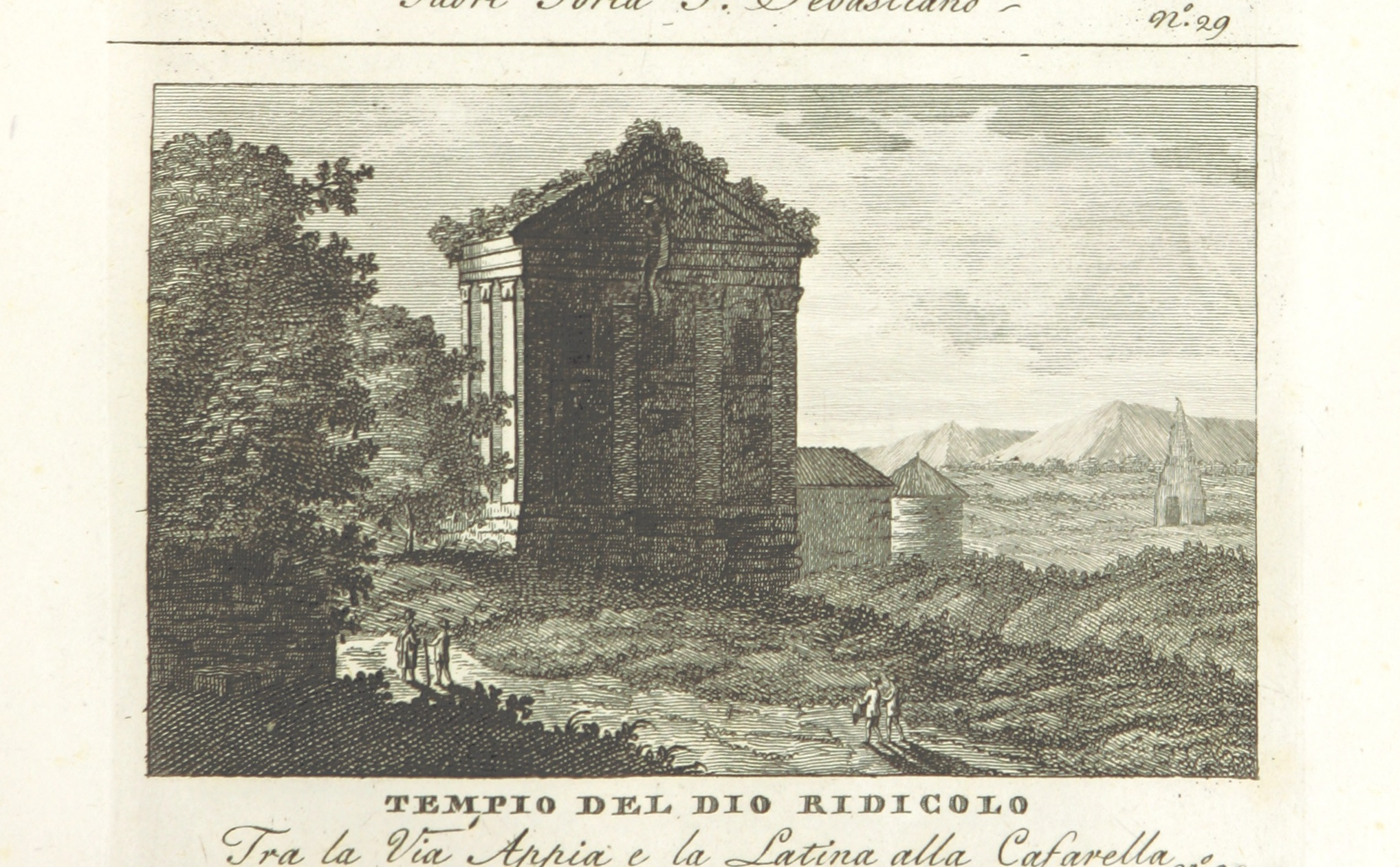
Il cenotafio in una pubblicazione del 1820

## Storia
Appia Annia Regilla era una nobildonna romana che in questa zona possedeva una grande villa e che fu uccisa o fatta uccidere in Grecia nel 160 dal marito Erode Attico, che trasformò la villa della moglie e fece erigere nei suoi pressi il cenotafio in memoria della moglie.
Il monumento, risalente alla seconda metà del II secolo d.C., completamente costruito in laterizio, è ben conservato ed è di grande interesse sia per la tipologia architettonica, che segna un'evoluzione nella tipologia sepolcrale romana, sia per la qualità artistica della decorazione in cotto.
L'edificio, ammirato da architetti rinascimentali quali Antonio da Sangallo il Giovane e Baldassarre Peruzzi e ritratto dal Piranesi e dal Labruzzi, venne usato come fienile per secoli, compromettendo alcuni elementi legati all'originaria funzione, ma permettendone la conservazione grazie alla manutenzione continua.
Fu chiamato anche "Tempio del dio Rediculo" in quanto nei secoli XVII-XVIII era ritenuto, interpretando Plinio, un tempio dedicato al dio protettore di coloro (rediculi) che ritornavano a Roma dopo essere stati a lungo lontani. Tale tempio è menzionato da Sesto Pompeo Festo che in un frammento cita un fanum Redicoli da collocarsi in un luogo imprecisato fuori Porta Capena. Il nome deriverebbe dalla tradizione secondo la quale in quel luogo Annibale, in procinto di attaccare Roma, avrebbe fatto marcia indietro allarmato da una visione sfavorevole.
Una errata traduzione del testo pliniano nel Dictionary of the Greek and Roman antiquities (1698) scritto da Pierre Danet, abate e studioso francese, portò a ribattezzare l'edificio con il nome totalmente fuorviante di Aedicula Ridiculi.

## Descrizione
L'edificio (8,16 x 8,57 metri) è costruito a tempietto (naiskos) a due piani, su alto podio, con copertura a doppio spiovente retta da una volta a crociera impostata sui pilastri angolari. Questa tipologia divenne frequente dopo il I secolo d.C., con la cella sepolcrale su alto podio sormontata da un tempietto prostilo (anche se le colonne della tomba di Annia Regilla sono andate perdute).
L'esterno era movimentato dal doppio colore del laterizio, giallo per le pareti e rosso per gli elementi architettonici (lesene, architravi, frontone, ecc.). Le lesene hanno capitelli corinzi, con le pareti intermedie decorate da un fregio a meandro che corre a metà altezza, sopra il quale sono impostate delle finestrelle.
La parete sud è quella più ornata, forse perché si affacciava sulla strada che collegava la via Appia alla via Latina, poiché le lesene sono sostituite da due semipilastri poligonali, incassati nella parete, con al centro della parete la porta della cella superiore, inquadrata da colonne. Ricca è l'ornamentazione della trabeazione.
L'interno accoglie più nicchie, che dovevano ospitare le sepolture di più persone. Il pavimento che separava i due piani è crollato; al piano superiore, dove dovevano aver luogo i riti funebri, si aprivano finestre, mentre quello inferiore ne era privo.
Sepolture di stile simile si trovano sulla via Latina, al IV miglio della via Appia, sulla via Nomentana ("Sedia del Diavolo"), ecc.